# Semana Santa en La Victoria de Acentejo
Cada año, se celebran en La Victoria de Acentejo una de las fiestas más importantes del municipio: la Semana Santa. Desde el Viernes de Dolores hasta el Domingo de Resurrección se celebran actos que conmemoran la Pasión, muerte y resurrección de Jesucristo.
Hoy en día, hay 7 cofradías y hermandades que acompañan a las imágenes de San Juan Evangelista, Cristo Atado a la Columna, Jesús Nazareno, Cristo de la Agonía, Cristo Yacente, La Piedad y Virgen de los Dolores.

## Procesiones
Los desfiles procesionales de la Semana Santa en La Victoria de Acentejo son los siguientes:

### Viernes de Dolores
Cada Viernes de Dolores, la Santísima Virgen de Los Dolores recorre las calles el Pino, Pérez Díaz y el Paseo Nicasio Moreno, acompañada por su hermandad y fieles.

### Domingo de Ramos
Todos los Domingos de Ramos, los niños de Primera Comunión del municipio, acuden a la Plaza Rodríguez Lara, donde se ofrece una misa al exterior y al bendición de palmitos y ramos.

### Lunes Santo
Cada Lunes Santo, los fieles acuden a la procesión que encabeza San Juan Evangelista con su cofradía recorriendo el Paseo Nicasio Moreno y las calles del Pino y Pérez Díaz.

### Martes Santo
El Martes Santo, se vive una de las mayores procesiones de toda la semana. El Señor Atado a la Columna recorre las calles El Pino, Domingo Salazar hasta el Calvario Viejo y regreso a la parroquia.

### Miércoles Santo
Las calles del Pino, Vista Alegre, Las Haciendas y Pérez Díaz, se llenan de entusiasmo y se engalanan para recibir a Jesús Nazareno y su cofradía. Los vecinos de las calles Vista Alegre y Las Haciendas ponen ramos de flores y brezo picado en la calle a modo de alfombra.

### Jueves Santo
Cada Jueves Santo, San Juan Evangelista, Cristo Atado a la Columna, Jesús Nazareno, Cristo de la Agonía, La Piedad y la Santísima Virgen de los Dolores recorren las calles El Pino, Pérez Díaz hasta el Calvario y regreso a la Parroquia, después se celebra una hora santa dedicada al Santísimo Monumento.

### Viernes Santo
Los Viernes Santo son especiales en el municipio. Tradicionalmente, se celebra cada año a las 9:00 de la mañana el emblemático Encuentro, en el que se encuentra la Santísima Virgen de los Dolores con Jesús Nazareno y con San Juan Evangelista.
A las 17:00, comienza la Santa Misa de la Pasión y a continuación la procesión magna con todos los pasos procesionales: San Juan Evangelista y su cofradía, el Señor atado a la Columna acompañado por su cofradía, Jesús Nazareno con su hermandad, el Cristo de la Agonía con su cofradía de capuchinos, el Cristo muerto con sus dos hermandades y la Santísima Virgen de los dolores con su hermandad.
Al terminar la procesión, se celebra siempre el Santo entierro y al terminar se organiza la procesión del silencio con la Virgen de los Dolores